# CYB561
CYB561 (англ. Cytochrome b561) – білок, який кодується однойменним геном, розташованим у людей на короткому плечі 17-ї хромосоми. Довжина поліпептидного ланцюга білка становить 251 амінокислот, а молекулярна маса — 27 559.
| 10         |  | 20         |  | 30         |  | 40         |  | 50         |
| ---------- |  | ---------- |  | ---------- |  | ---------- |  | ---------- |
| MEGGAAAATP |  | TALPYYVAFS |  | QLLGLTLVAM |  | TGAWLGLYRG |  | GIAWESDLQF |
| NAHPLCMVIG |  | LIFLQGNALL |  | VYRVFRNEAK |  | RTTKVLHGLL |  | HIFALVIALV |
| GLVAVFDYHR |  | KKGYADLYSL |  | HSWCGILVFV |  | LYFVQWLVGF |  | SFFLFPGASF |
| SLRSRYRPQH |  | IFFGATIFLL |  | SVGTALLGLK |  | EALLFNLGGK |  | YSAFEPEGVL |
| ANVLGLLLAC |  | FGGAVLYILT |  | RADWKRPSQA |  | EEQALSMDFK |  | TLTEGDSPGS |
| Q          |  |            |  |            |  |            |  |            |

A: Аланін

C: Цистеїн

D: Аспарагінова кислота

E: Глутамінова кислота

F: Фенілаланін

G: Гліцин

H: Гістидин

I: Ізолейцин

K: Лізин

L: Лейцин

M: Метіонін

N: Аспарагін

P: Пролін

Q: Глутамін

R: Аргінін

S: Серин

T: Треонін

V: Валін

W: Триптофан

Кодований геном білок за функцією належить до фосфопротеїнів. 
Задіяний у таких біологічних процесах, як транспорт, транспорт електронів, ацетилювання, альтернативний сплайсинг. 
Білок має сайт для зв'язування з іонами металів, іоном заліза, гемом. 
Локалізований у мембрані.